# Constanze Moser
Constanze Moser-Scandolo (Weimar, RDA, 4 de julio de 1965) es una deportista de la RDA que compitió en patinaje de velocidad sobre hielo.
Ganó dos medallas en el Campeonato Mundial de Patinaje de Velocidad sobre Hielo, oro en 1989 y bronce en 1990, y una medalla de plata en el Campeonato Europeo de Patinaje de Velocidad sobre Hielo de 1989.

## Palmarés internacional
| Campeonato Mundial | Campeonato Mundial      | Campeonato Mundial | Campeonato Mundial    |
| Año                | Lugar                   | Medalla            | Prueba                |
| ------------------ | ----------------------- | ------------------ | --------------------- |
| 1989               | Oslo (Noruega)          | Medalla de oro     | Clasificación general |
| 1990               | Calgary (Canadá)        | Medalla de bronce  | Clasificación general |
| Campeonato Europeo |                         |                    |                       |
| Año                | Lugar                   | Medalla            | Prueba                |
| 1989               | Berlín Occidental (RFA) | Medalla de plata   | Clasificación general |